# Konstantinos Giannoulis
Konstantinos „Kostas“ Nikolaos Giannoulis (griechisch Κωνσταντίνος Γιαννούλης [kɔnstanˈdinɔs ʝaˈnulis]; * 9. Dezember 1987 in Katerini) ist ein griechischer Fußballspieler.

## Karriere
Giannoulis kommt aus der Jugend von Vataniakos Piräus. 2005 wechselte er in den Profikader von Panionios Athen, wurde aber an den Fostiras in Tavros und dann an den Pierikos in Katerini ausgeliehen. Bei Pierikos, die damals in der dritten griechischen Liga spielten, sammelte er seine ersten Erfahrungen und konnte mit dem Verein am Ende der Saison 2006/07 aufsteigen.
Anschließend wechselte er zu Iraklis Saloniki. Dort etablierte er sich als Stammspieler. Nachdem der Verein sein Gehalt nicht weiter zahlen konnte, suchte sich Giannoulis einen neuen Verein.
Zur Saison 2010/11 wechselte er zum 1. FC Köln, nachdem er auch beim 1. FC Kaiserslautern ein Probetraining absolviert hatte. Er erhielt einen Dreijahresvertrag bis zum 30. Juni 2013 und sollte als Linksverteidiger zum Einsatz kommen. Jedoch konnte er sich nicht durchsetzen und kam zu keinem Pflichtspieleinsatz. In der Saison 2011/12 wurde er an Atromitos Athen ausgeliehen.
Nach seiner Rückkehr nach Köln wurde er am Ende der Vorbereitung auf die Saison 2012/13 von Trainer Holger Stanislawski aus dem Profikader aussortiert und freigestellt, um sich einen neuen Verein zu suchen. Wenige Tage später einigte man sich auf eine Vertragsauflösung. Noch am gleichen Tag gab Atromitos Athen die Verpflichtung von Giannoulis bekannt. Er unterschrieb einen Dreijahresvertrag bis Ende Juni 2015.
Im Sommer 2014 wechselte Giannoulis zum griechischen Rekordmeister Olympiakos Piräus. Nach einem Jahr in Piräus wechselte er zum Ligakonkurrenten Asteras Tripolis. Dort absolvierte er drei Spielzeiten und schloss sich dann kurzzeitig dem Paphos FC an, ehe er Anfang 2019 zu OFI Kreta wechselte.

## Nationalmannschaft
Am 15. November 2011 absolvierte Giannoulis bei der 1:3-Niederlage gegen Rumänien seinen einigen Einsatz für die griechische A-Nationalmannschaft.

## Erfolge
- Griechischer Meister: 2015
- Griechischer Pokalsieger: 2015